# Национальный музей Мьянмы
Национальный музей Мьянмы (бирм. အမျိုးသား ပြတိုက်, англ. National Museum of Myanmar, Yangon) — художественный и исторический музей в бывшей столице Мьянмы городе Янгон, открытый в июне 1952 года; с сентября 1996 года расположен в пятиэтажном здании в Западном округе — в районе Дагоун; специализируется на бирманском искусстве, истории и культуре Мьянмы: коллекция включает как археологические артефакты, так и произведения современного искусства; регулярно проводит временных художественные выставки местных авторов.

## История и описание
Национальный музей Республики Союз Мьянма был впервые открыт в Янгоне в июне 1952 года — в здании «Jubilee Hall Building» на улице Shwedagon Pagoda Road. Музей был перенесен в более масштабное помещение (по адресу улица Pansodan Street, дом 24/26) в 1970 году. Новое пятиэтажное музейное здание, в котором организация размешается и сегодня, было открыто для широкой публики 18 сентября 1996 года.
Сегодня коллекции музея разделена на 14 отделов, в которых представлены самые разнообразные экспонаты — от артефактов доисторического периода (наскальных рисунков каменного века) до произведений современного бирманского искусства. В музее есть и каллиграфические работы (демонстрирующие происхождении и развитие бирманского письма), и предметы традиционного народного искусства, и экспонаты по естественной истории региона. Королевский «Львиный трон» (Lion Throne) считается одним из ключевых объектов — ему отведён отдельный зал, в котором также представлены и миниатюрные модели восьми престолов древних бирманских королей.
Зал этнической культуры на четвертом этаже демонстрирует национальные костюмы и традиционные артефакты различных этнических групп Мьянмы; культурные связи с соседними народами и государствами, такими как Индия, Китай и Таиланд, также получили своё отражение в коллекции. На третьем этаже представлены картины, являющиеся как работами мастеров прошлых веков, так и произведения современных авторов — в том числе и картина «10 Jataka Tales» (1962). Изображения будды также варьируются от работ, созданных в IX веке до современных. В рамках временных выставок музей демонстрирует работы как классического искусства (проект «New Classic Art Exhibition»), так и произведения современного искусства — в сотрудничестве с местными художественными галереями «Loakanat Gallery», «Yangon Gallery», «Gallery 65» and «43 Art Gallery».